# Ладижинська сільська рада
Лади́жинська сільська́ ра́да — адміністративно-територіальна одиниця та орган місцевого самоврядування в Уманському районі Черкаської області. Адміністративний центр — село Ладижинка.

## Загальні відомості
- Населення ради: 2 496 осіб (станом на 2001 рік)
- На території сільської ради річка Ропотуха впадає в Ятрань.[1][2]

## Населені пункти
Сільській раді підпорядковані населені пункти:
- с. Ладижинка

## Склад ради
Рада складалася з 16 депутатів та голови.
- Голова ради: Громов Володимир Сергійович
- Секретар ради: Лавренюк Людмила Іванівна

### Керівний склад попередніх скликань
| Прізвище, ім'я, по батькові | Основні відомості                                                 | Дата обрання | Дата звільнення |
| --------------------------- | ----------------------------------------------------------------- | ------------ | --------------- |
| Калько Олександр Олегович   | Сільський голова, 1965 року народження, безпартійний              | 26.03.2006   | 23.09.2006      |
| Громов Володимир Сергійович | Сільський голова, 1955 року народження, освіта вища, безпартійний | 31.10.2010   |                 |

Примітка: таблиця складена за даними сайту Верховної Ради України

### Депутати
За результатами місцевих виборів 2010 року депутатами ради стали:

#### За суб'єктами висування
| Суб'єкт висування      | Кількість обраних депутатів | %    |
| ---------------------- | --------------------------- | ---- |
| Самовисування          | 8                           | 50   |
| Партія регіонів        | 7                           | 43,8 |
| Аграрна партія України | 1                           | 6,3  |

#### За округами
| № округу               | Прізвище, ім'я, по батькові    | Дата визнання обраним | Освіта  | Партійна приналежність                        | Відомості про обраного депутата                                     |
| ---------------------- | ------------------------------ | --------------------- | ------- | --------------------------------------------- | ------------------------------------------------------------------- |
| Аграрна партія України |                                |                       |         |                                               |                                                                     |
| 4                      | Гудима Іван Іванович           | 01.11.2010            | вища    | член Аграрної партії України                  | Ладижинська загальноосвітня школа, вихователь                       |
| Партія регіонів        |                                |                       |         |                                               |                                                                     |
| 2                      | Колісник Володимир Олексійович | 01.11.2010            | середня | позапартійний                                 | ЗАТ"Укрзерноімпекс", заступник керуючого по госпчастині             |
| 3                      | Попенко Василь Григорович      | 01.11.2010            | вища    | позапартійний                                 | Уманські електромережі, електромонтер                               |
| 7                      | Осадчук Володимир Васильович   | 01.11.2010            | вища    | член Партії регіонів                          | Ладижинська дільнична лікарня, фельдшер                             |
| 8                      | Кочмар Надія Григорівна        | 01.11.2010            | вища    | член Партії регіонів                          | Ладижинська загальноосвітня школа І-ІІІ ст., заступник директора    |
| 10                     | Гудима Павло Феодосійович      | 01.11.2010            | середня | член Партії регіонів                          | Ладижинський сількомунгосп, слюсар водопровідник                    |
| 14                     | Мельник Леонід Анатолійович    | 01.11.2010            | вища    | член Партії регіонів                          | Ладижинська дільнична лікарня, сімейний лікар                       |
| 15                     | Войцеховська Юлія Вікторівна   | 01.11.2010            | вища    | член Партії регіонів                          | приватний підприємець, перукар                                      |
| Самовисування          |                                |                       |         |                                               |                                                                     |
| 1                      | Бунь Анатолій Володимирович    | 01.11.2010            | середня | позапартійний                                 | Ладижинська загальноосвітня школа І-ІІІ ст., завідувач господарства |
| 5                      | Майданюк Раїса Іванівна        | 01.11.2010            | вища    | член Всеукраїнського об'єднання «Батьківщина» | пенсіонер                                                           |
| 6                      | Прохоренко Сергій Вікторович   | 01.11.2010            | середня | член Всеукраїнського об'єднання «Батьківщина» | Ладижинський ДНЗ, кочегар                                           |
| 9                      | Лавренюк Людмила Іванівна      | 01.11.2010            | середня | позапартійна                                  | Ладижинська сільська рада, секретар                                 |
| 11                     | Мусатенко Володимир Іванович   | 01.11.2010            | середня | позапартійний                                 | пенсіонер                                                           |
| 12                     | Яворовенко Анатолій Степанович | 01.11.2010            | середня | член Всеукраїнського об'єднання «Батьківщина» | пенсіонер                                                           |
| 13                     | Клочай Олексій Сергійович      | 01.11.2010            | вища    | позапартійний                                 | тимчасово не працює                                                 |
| 16                     | Плахотнюк Іван Володимирович   | 01.11.2010            | середня | член Всеукраїнського об'єднання «Батьківщина» | приватний підприємець                                               |